# Wysoka (Międzyrzecz)
Pour les articles homonymes, voir Wysoka (homonymie).
Wysoka (prononciation : [vɨˈsɔka] ; en allemand : Hochwalde) est un village polonais de la gmina de Międzyrzecz dans le powiat de Międzyrzecz de la voïvodie de Lubusz dans l'ouest de la Pologne.

## Géographie

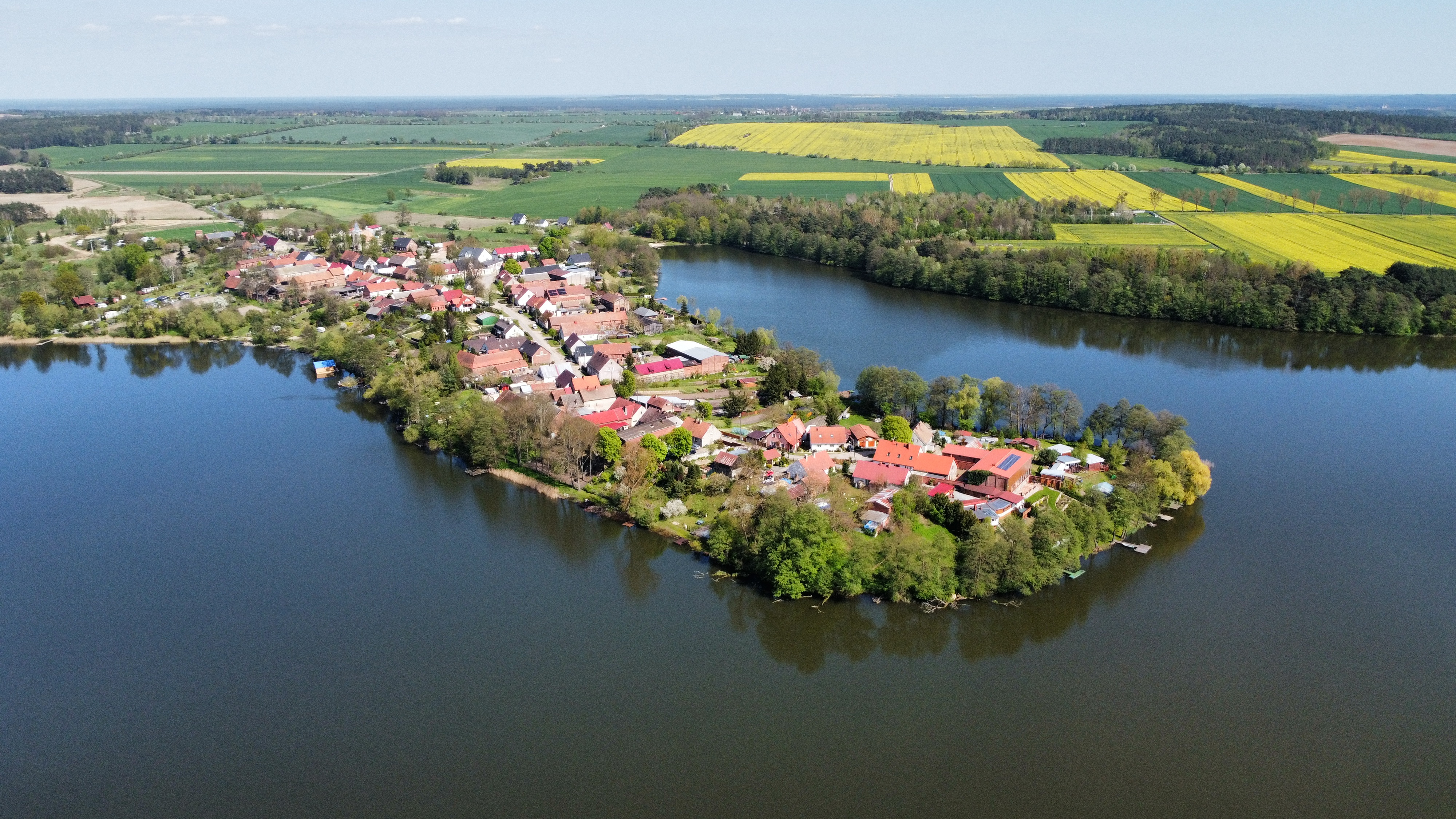
Vue aérienne.

Le village se situe à l'extrême ouest de la Grande-Pologne. 
Wysoka se trouve à environ 14 kilomètres au sud-ouest de Międzyrzecz (siège de la gmina et de le powiat), 43 kilomètres au sud de Gorzów Wielkopolski (capitale de la voïvodie) et 48 kilomètres au nord de Zielona Góra (siège de la diétine régionale).

## Histoire
Mentionné pour la première fois en 1257, le domaine faisait pendant des siècles partie des possessions du monastère cistercien de Paradyż dans la voïvodie de Poznań. Il était situé tout près de la frontière avec la Nouvelle-Marche de Brandebourg (l'ancien pays de Lubusz) à l'ouest.
Au cours du deuxième partage de la Pologne, en 1793, la région est annexée par le royaume de Prusse puis incorporée dans le grand-duché de Posen. Jusqu'à la fin de la Seconde Guerre mondiale en 1945, ce village était sur le territoire du Reich allemand (voir Évolution territoriale de la Pologne).
De 1975 à 1998, le village appartenait administrativement à la voïvodie de Zielona Góra.

Depuis 1999, il appartient administrativement à la voïvodie de Lubusz